# Nguni (tarcza)

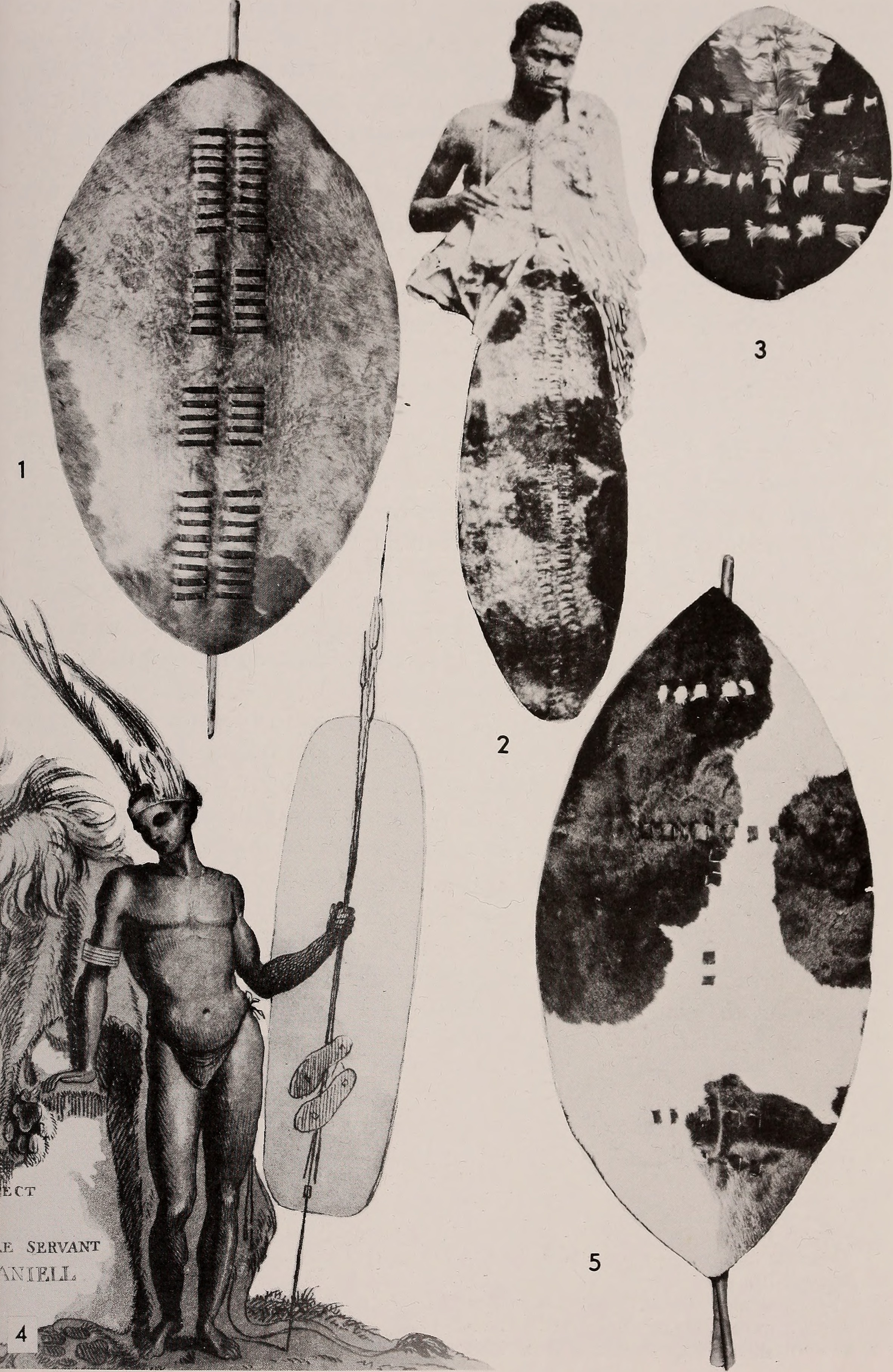
Różne odmiany tarczy Nguni używane przez lud Xhosa

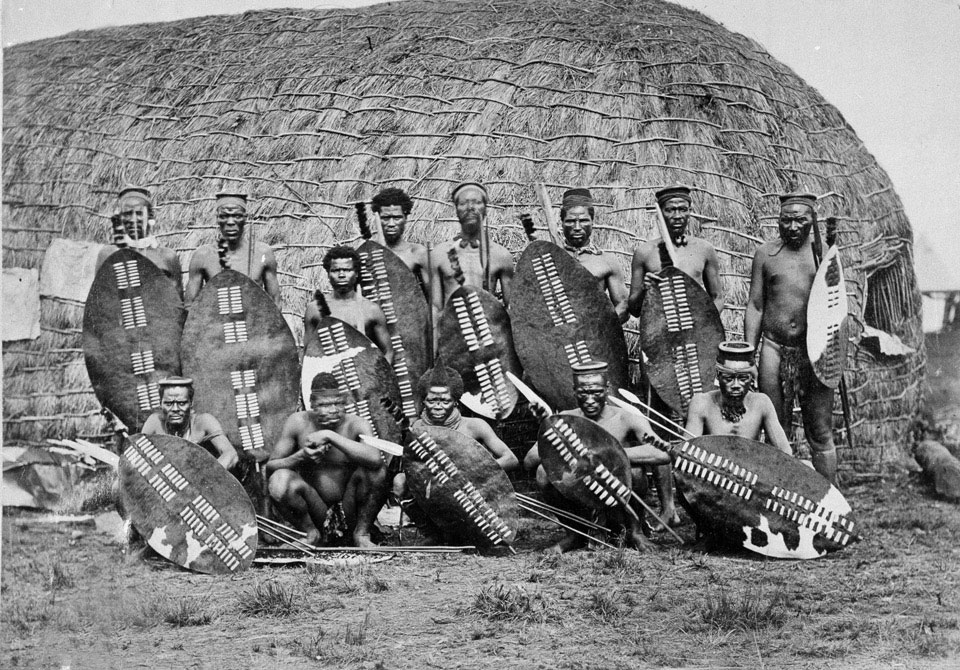
Członkowie Natal Native Contingent uzbrojeni w tarcze Nguni i assagaje

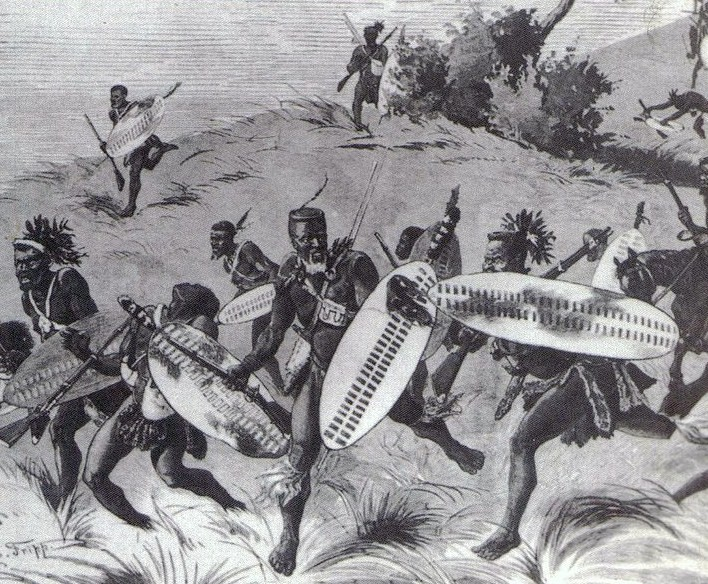
Wojownicy zuluscy z tarczami Nguni podczas wojny z Brytyjczykami

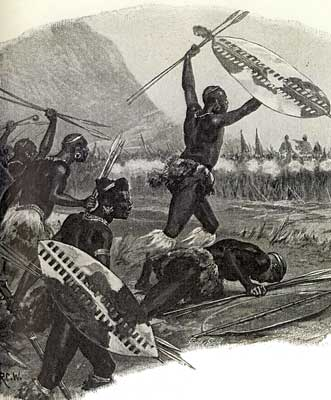
Zulusi z tarczami Nguni w czasie bitwy pod Isandlwana

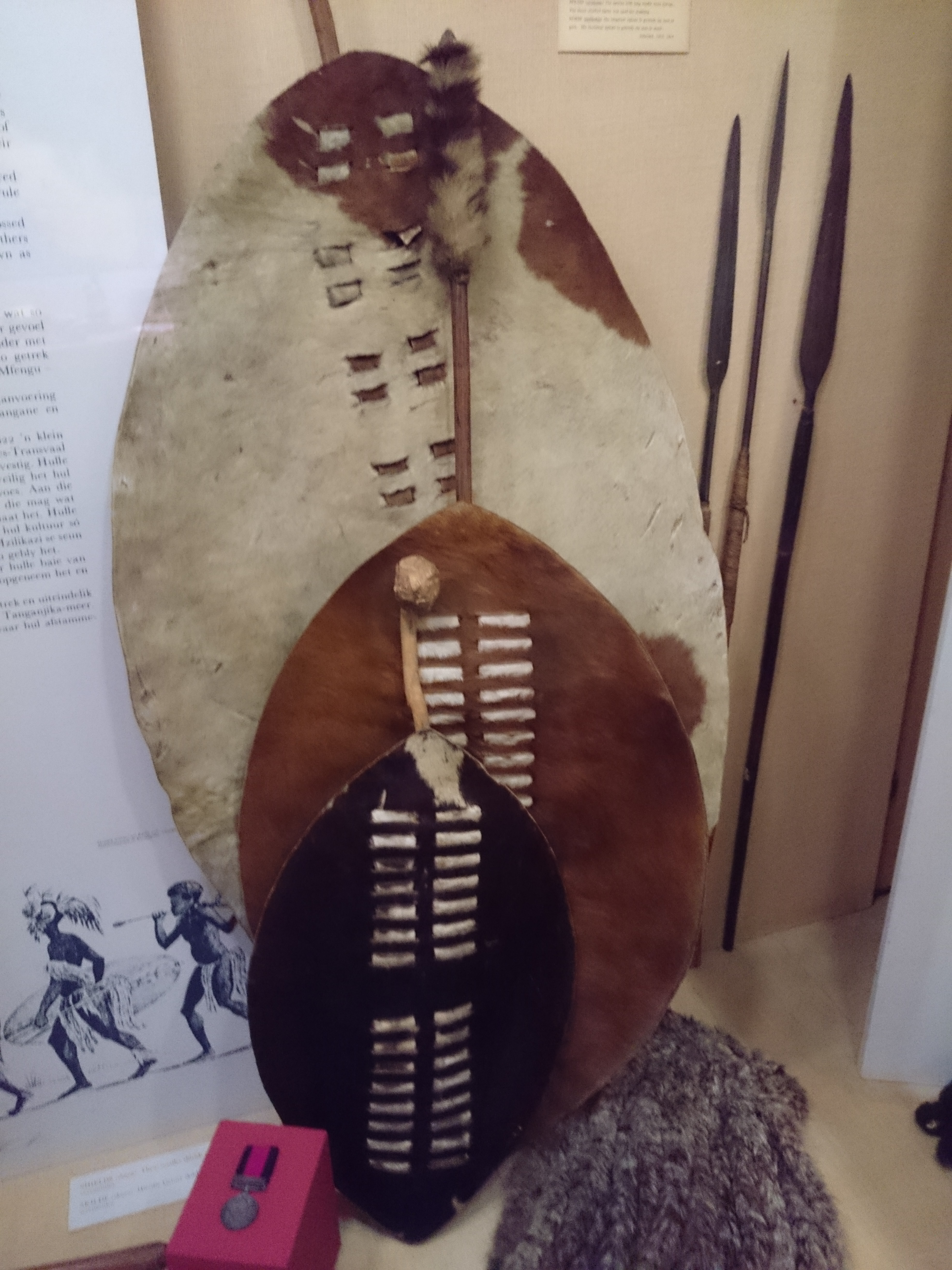
Tarcze Nguni używane do polowań

Tarcza Nguni na fladze Eswatini

Nguni – tradycyjna, spiczasta, owalna tarcza z wołowej lub krowiej skóry, używana przez różne grupy etniczne wśród ludów Nguni w południowej Afryce. 

## Odmiany
Wśród Zulusów występują różne odmiany tych tarcz, każda o określonym zastosowaniu i nazwie. Duża tarcza wojenna, o długości około 1,5 metra, znana jako isihlangu, była ulubioną tarczą wodza Czaki, który zachęcał swoich wojowników aby używali jej w sposób ofensywny podczas walki wręcz. Umbumbuluzo było również tarczą wojenną, ale miało tylko 1,1 metra długości i było bardziej wytrzymałe niż isihlangu. Łatwo było je trzymać jedną ręką i użyto ich w 1856 roku podczas kampanii wodza Cetshwayo przeciwko swojemu bratu Mbuyaziemu. Ihubelo to duża tarcza używana do polowań, mniejsza od isihlangu, ale większa od ihawu. Ihawu to mała lub średniej wielkości tarcza używana podczas tańców. Igqoka to mała, schludna tarcza używana do zalotów, a igabelomunye to najmniejsza dekoracyjna tarcza, która może być używana jako dodatek do tańca.

## Tradycyjne zastosowanie
Tarczę noszono w lewej ręce, jako jedyny element zbroi obronnej używany przez ludy Nguni. Używano jej od dzieciństwa, w walce na kije. Jej podstawową funkcją było odbijanie włóczni, assagaja lub strzał ludów Khoisan, ale noszono ją również podczas polowań na lwy lub lamparty. Wojownicy wodza Czaki uderzali przeciwników tarczą, aby wytrącić ich z równowagi, lub alternatywnie używali jej, aby odrzucić tarczę przeciwnika, umożliwiając pchnięcie assagajem.
Tarcze mogły być również używane do dezorientacji wroga; armia Zulusów używała tarcz swoich wrogów, aby się zamaskować i wywołać zamieszanie w szeregach wroga. Podobnie pokonani wrogowie czasami chwytali za tarcze Zulusów, aby ukryć swoją tożsamość do czasu, aż uda im się uciec. Generał wodza Dingane, Bongoza, radził swoim wojownikom, aby chowali się za tarczami i imitowali pasące się bydło, by w ten sposób zwabić burskich „komandosów” w doliny i na odległość ataku.
Używano ich jako ochrony przed złą pogodą lub jako schronienia podczas biwaków, gdy wojska ludów Xhosa lub Fengu obozowały. Gdy wódz siedział na otwartej przestrzeni, jego podwładni trzymali nad nim jedną lub kilka tarcz, aby osłonić go przed słońcem. Używano ich również podczas układów tanecznych, na weselach lub jako osłony w procesji ślubnej. Podczas konsultacji z wróżbitą uderzano w nie jak w bębny.
Jej użycie zaczęło zanikać, gdy do działań wojennych została wprowadzona broń palna. Gdy lwy i lamparty zostały wytępione przez broń palną, straciła ona również swoją użyteczność na polowaniach. Mówi się, że w 1835 roku została porzucona przez lud Xhosa w ich konfliktach z Europejczykami, jednak zaobserwowano jej użycie wśród ludu Mpondo wiele lat później. W latach 70. XIX wieku Zulusi eksportowali duże ilości skór bydlęcych, aby uzyskać broń palną, co również zmniejszyło podaż na tarcze.

## Rola tarczy w życiu plemiennym
Tarcze wojenne w przeciwieństwie do assagajów, były zwykle gromadzone przez wodza, aby rozdać je w czasie potrzeby. Oprócz roli obronnej tarcza była sztandarem lub herbem plemienia. W związku z tym wódz Czaka wymierzał surowe kary wojownikom, którzy je utracili. Obowiązkiem wojownika było zwrócenie swojej tarczy wodzowi jako kwestii honoru i patriotyzmu – pozostawienie jej w rękach wroga lub na obcej ziemi przynosiło złą sławę.
Kolory tarcz zostały wybrane specjalnie przez wodza Zulusów, a stado bydła plemiennego zostało wybrane i wyhodowane z uwzględnieniem tych preferencji co do skór. Wódz Czaka preferował skóry bydła znajdującego się w pobliżu Mzinyati w dystrykcie Nkandla. Duże stado wodza Mpande zostało podzielone według wzoru kolorystycznego, a wódz Cetshwayo trzymał duże stado białych wołów w pobliżu lasu oNgoye. To cenne stado zostało skonfiskowane i rozproszone, gdy Cetshwayo został zdetronizowany.
Plemienne wierzenia głosiły, że cechy i właściwości cennego i czczonego bydła inkomo zostaną naturalnie przeniesione na tarczę. Uważano, że tarcza ma cechy nadprzyrodzone i nie mogła wpaść w ręce wroga, ponieważ wróg z kolei byłby przez nią chroniony. Tarcza, która nosiła znamię włóczni, która zabiła bydło, była najbardziej pożądana, ponieważ uważano ją za najpotężniejszą. Tarcza odgrywała również rolę w ceremonii oczyszczenia wodza po bitwie. Rytualnie oczyszczała go z możliwego skażenia poprzez kontakt z wrogiem i wzmacniała go.
Był to dodatkowo obiekt symboliczny. Kiedy umierał człowiek wybitny, jego towarzysze opuszczali tarcze w geście czci i hołdu. Działały również jako insygnia wieku i statusu weterana. Pułki żonatych mężczyzn, około 18 za panowania Cetshwayo, miały prawo nosić nakrycie głowy i nosiły białe tarcze, wykonane ze skór stada inyonikayipumuli. Weterani królewscy Tulwana wodza Mpande również nosili całkowicie białe tarcze, ponieważ biel i szarość sugerowały mądrość. Wojownicy pułków kawalerów, około 15 za panowania Cetshwayo, nosili czarne lub wzorzyste tarcze. Czarny kolor sugerował młodość i siłę. Tarcze o określonych wzorach znane były pod nazwami takimi jak insane, imitshezi i nkone, a pułki wyróżniano w ten sposób. Kolory pomagały również w ustaleniu, kto dowodzi w czasie zamieszania związanego z walką.
Młodzi mężczyźni nosili przy sobie małą ozdobną igqokę podczas zalotów, aby podkreślić swoją godność i męskość. W rytuałach związanych z ceremoniami Nomkhubulwana młode dziewczęta w odwróconych rolach przejmowały obowiązki swoich braci jako pasterki. Przez krótki czas nosiły kije i tarcze, pasły bydło i przyjmowały władzę, jaką miała implikować tarcza.

## Modelacja
Tarcze Nguni były wykonywane przez rzemieślników, którzy znali się na kolorach przypisanych pułkom. Ich produkcja przez specjalistów była prawdopodobnie późniejszym trendem, ponieważ zauważono, że każdy mężczyzna ludu Xhosa w wieku poborowym musiał wykonać własną tarczę, którą następnie przekazywał wodzowi do przechowania w specjalnej chacie. Czasami skórę obrabiano i zakopywano na kilka dni lub wieszano ją na słońcu, aby wyschła. Następnie używano okrągłego kamienia, co ją hartowało, zanim przycięto ją do odpowiedniego kształtu. Do wykonania tarczy wojennej potrzebna była większość skóry wołowej, a z resztek można było wykonać ozdobne tarcze lub inne surowe wyroby skórzane.
Podwójny rząd kontrastujących znaków wzdłuż środka tarczy, znany jako imigabelo (liczba pojedyncza: umgabelo), jest zarówno ozdobnym, jak i wygodnym sposobem mocowania uchwytu. Wykonuje się je, przepuszczając kontrastujące paski skóry przez podwójny rząd szczelin, które są wycinane, gdy skóra jest jeszcze mokra i elastyczna. Pętle rzemienia przywiązują paski i uchwyt tarczy do solidnego, wyjmowanego drążka, znanego jako mgobo, który biegnie wzdłuż środka tarczy. Jest on wystarczająco długi, aby wystawał z obu końców, wzmacnia tarczę i zapobiega jej zginaniu. Pomaga również wojownikowi lub tancerzowi szybko nią machać. Tarczę można oprzeć na dolnym występie drążka, gdy wojownik jest zmęczony. Dolny występ można również naostrzyć, aby dźgnąć nim nogi wrogiego wojownika. Tarcza powinna być na tyle wysoka, aby wojownik mógł tylko spojrzeć ponad jej szczyt. Górna część kija sięga czubka głowy wojownika i jest ozdobiona paskami futrzanej skóry, które są owinięte wokół niego. Lud Mpondo używał zamiast tego czarnych piór strusia.